# Eitel-Friedrich Rissmann

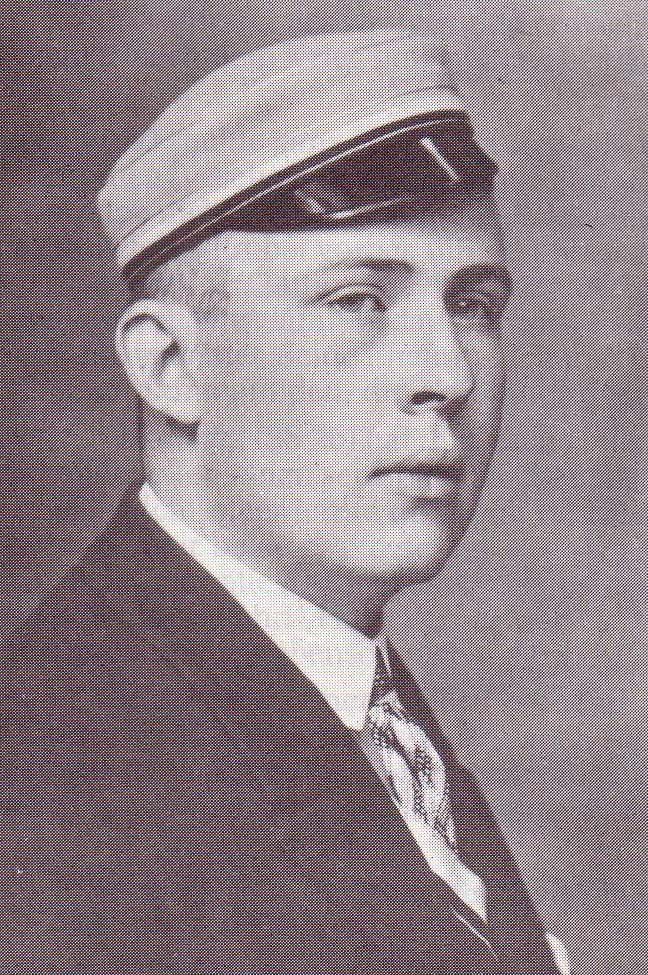
Rissmann als Corpsstudent (1925)

Eitel-Friedrich Rissmann (* 7. März 1906 in Hannover; † 22. Juli 1986 in Ost-Berlin) war ein deutscher Internist und Infektiologe.

## Leben
Als sein Vater als Abteilungspräsident an das Landesfinanzamt Königsberg versetzt worden war, besuchte Rissmann das Königliche Wilhelms-Gymnasium (Königsberg). Er immatrikulierte sich zum Sommersemester 1925 an der Albertus-Universität Königsberg für Medizin und wurde im Corps Masovia aktiv. Er wechselte zum Wintersemester 1926/27 an die Friedrich-Wilhelms-Universität Berlin und wurde im Kartellcorps Marchia Berlin aktiv. Er wechselte an die Christian-Albrechts-Universität Kiel, an der er im Februar 1933 das Staatsexamen machte und zum Dr. med. promoviert wurde.
Die Ausbildung in Innerer Medizin durchlief er am St.-Hildegard-Krankenhaus in Berlin-Charlottenburg, an dem er Oberarzt wurde. Die damals vorgeschriebene Landassistentenzeit machte er in der Arztpraxis eines Corpsbruders im hessischen Ihringshausen, den er auch in Urlauben vertrat. Im Oktober 1938 ließ er sich als Internist in Berlin nieder.
Nach dem Überfall auf Polen wurde er zum Heer (Wehrmacht) einberufen und als Leitender Arzt an das Deutsche Distriktskrankenhaus in Krakau kommandiert.
Im Oktober 1941 war er Teilnehmer der Arbeitstagung der Abteilung Gesundheitswesen der Regierung des Generalgouvernements zum Thema „Seuchenbekämpfung“ in Bad Krynica.
Im April 1944 noch an die Ostfront versetzt, kam er als Patient in ein Lazarett in Elbing. Mit Beginn der Schlacht um Ostpreußen wurde es geräumt und nach Parchim verlegt. Rissmanns Frau geb. Lemme, die er 1935 geheiratet hatte, kam 1945 auf der Flucht in Mecklenburg um.
1951 wurde Rissmann Chefarzt der Klinik für Innere Medizin und Infektionskrankheiten im Städtischen Krankenhaus Prenzlauer Berg. Er habilitierte sich an der Humboldt-Universität zu Berlin für Infektiologie und hielt als Dozent Vorlesungen an der Charité. Er konnte nach Polen und Ungarn, in die Sowjetunion und in die Mongolei sowie 1964 für zwei Monate nach Indien reisen. 1971 trat er in den Ruhestand.

## Ehrungen
- Kriegsverdienstkreuz (1939) 2. Klasse
- Obermedizinalrat (DDR) (1968)
- Hufeland-Medaille (DDR) (1959)

## Werke
- Durch welche Faktoren wird die Anordnungsweise der Fibrillen im jungen Sehnenregenerat bestimmt?. Akademische Verlagsgesellschaft 1933. GoogleBooks
- Erfahrungen mit dem neuen Quecksilber-Diuretikum Novurit, Münch. med. Wschr. 1935
- Zur Eisenbehandlung anämischer Zustände, Fortschritte der Therapie, Band 11, 1935
- mit Georg Schlomka und Heinrich Bornemann: Die Bewertung der Erwerbsminderung durch innere Erkrankungen. Verlag Volk und Gesundheit 1954. GoogleBooks
- Wie erreiche ich ein höheres Alter. Verlag Neues Leben 1956. GoogleBooks
- Erkrankungen der Nieren und der Harnwege. Institut für Weiterbildung Mittlerer Medizinischer Fachkräfte 1963. GoogleBooks